# بورن بينك
بورن بينك (بالإنجليزية: Born Pink)‏ هو ألبوم الاستوديو الثاني القادم لفرقة الفتيات الكورية الجنوبية بلاكبينك بعد ألبوم بينك فينوم، من المقرر إصداره في 16 سبتمبر 2022.